# Giorgio I.

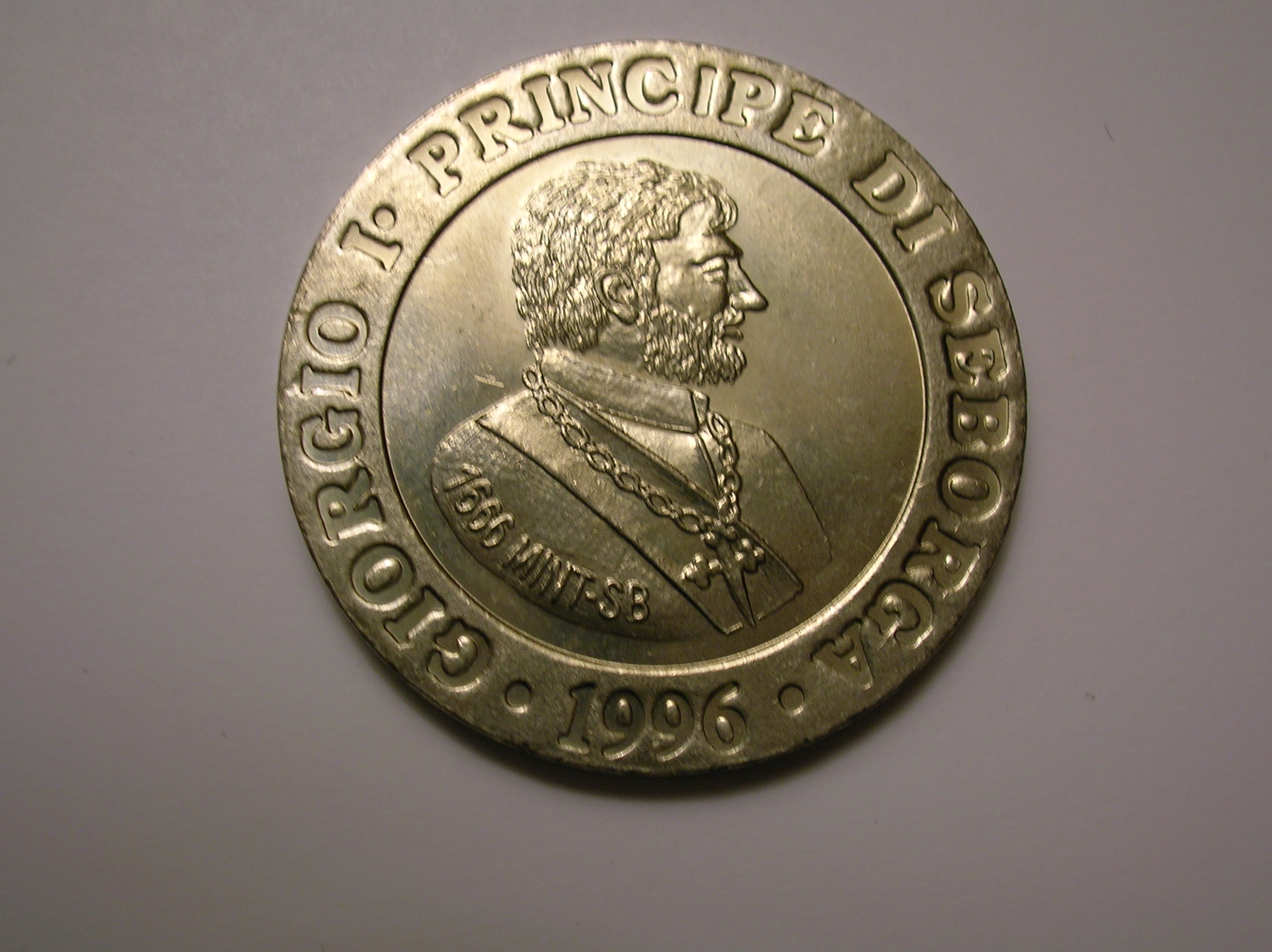
Giorgio I., Fürst von Seborga auf einer Luigino Münze von 1996

Giorgio I. (bürgerlich: Giorgio Carbone; * 14. Juni 1936; † 25. November 2009) war von 1963 bis 2009 „Fürst von Seborga“, einer Gemeinde in Ligurien. Giorgio I. regierte als gewählter Fürst 46 Jahre sein fünf Quadratmeilen großes Fürstentum.

## Leben
Carbone entstammte einer Familie von Blumenhändlern und Mimosen-Anbauern.
Er war Geschäftsführer der lokalen Blumenhändlergemeinschaft. In den frühen 1960er Jahren beteiligte er sich an historischen Untersuchungen, aus welchen er schloss, dass Seborga weder beim Wiener Kongress, noch bei der Gründung der italienischen Republik im Jahr 1946 einer Staatsmacht unterstellt wurde.
1963 waren die Einwohner Seborgas von Carbones Argumenten so überzeugt, dass sie ihn mit 304 Stimmen gegen vier Nein-Stimmen zum Fürsten auf Lebenszeit wählten. Seither war er SAS Giorgio I, Principe di Seborga. 1994 ließ er die alte Währung Seborgas, den Luigino, wieder prägen und eigene Briefmarken drucken. Er entwarf ein Stadtwappen, erließ eine Verfassung, hatte ein Kabinett, und seine Armee bestand aus einer Person.
Italien erkannte sein Fürstentum nicht an, seine Bürger zahlten weiterhin Steuern an den italienischen Staat und nahmen an den italienischen Wahlen teil.
Carbone, der nicht verheiratet war, starb 2009 in Seborga ohne einen leiblichen Erben zu hinterlassen. Sein Leichnam wurde im Krematorium in Nizza verbrannt, seine Asche im Meer verstreut.